# Gott, gib dein Gerichte dem Könige
Gott, gib dein Gerichte dem Könige (in tedesco, "Dio, infondi al re il tuo giudizio") BWV Anh 3 è una cantata di Johann Sebastian Bach.

## Storia
La Gott, gib dein Gerichte dem Könige è una cantata composta per festeggiare l'inaugurazione del nuovo consiglio municipale di Lipsia, avvenuta il 25 o 28 agosto 1730. Il testo della cantata, suddivisa in cinque movimenti, è di Christian Friedrich Henrici. La musica, purtroppo, è andata perduta.